# ماركوس ميلر (لاعب كرة قدم)
ماركوس ميلر (بالألمانية: Markus Miller)‏ (و. 1982  م) هو لاعب كرة قدم، من ألمانيا، ولد في ليندنبرغ ايم آلغاو، يلعب كحارس مرمى.

## روابط خارجية
- جوهانس ميلر على موقع الاتحاد الدولي (مؤرشف)  (الإنجليزية)
- جوهانس ميلر على موقع قاعدة بيانات كرة القدم.إي يو (الإنجليزية)
- جوهانس ميلر على موقع بيانات كرة القدم. دي إي (الألمانية)
- جوهانس ميلر على موقع Soccerway.com (الإنجليزية)
- جوهانس ميلر على موقع عالم كرة القدم.نت (الإنجليزية)
- جوهانس ميلر على موقع AS.com (الإسبانية)